# Johann Evangelist von Pruner

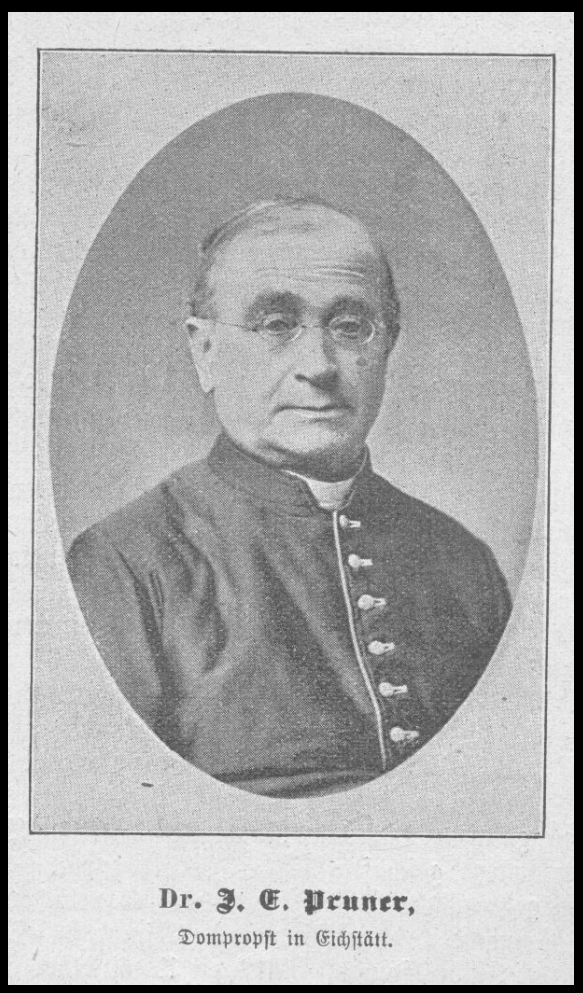
Johann Evangelist Pruner

Johann(es) Evangelist Pruner, ab 1906 Ritter von Pruner (* 25. Februar 1827 in Nürnberg; † 11. Juli 1907 in Eichstätt), war ein deutscher römisch-katholischer Theologe und Kapitularvikar des Bistums Eichstätt.

## Leben
Pruner studierte in Eichstätt und Rom Philosophie und Theologie und wurde 1849 zum Priester geweiht.
1850 ernannte ihn Georg von Oettl,  Bischof von Eichstätt, zum Subregens am  Eichstätter Priesterseminar und 1852 zum Professor am  Eichstätter Lyzeum. Pruner war von 1850 bis 1862 Subregens, von 1852 bis 1907 Professor und von 1862 bis 1885 Regens des Priesterseminars sowie Rektor des Lyzeums.
In den 55 Jahren seiner Lehrtätigkeit am Eichstätter Lyzeum unterrichtete Pruner folgende Fächer: von 1852 bis 1888 und im Jahre 1890 Moraltheologie, von 1859 bis 1860, von 1862 bis 1865, im Jahre 1872, im Jahre 1889 und im Jahre 1890 Kirchenrecht, von 1862 bis 1907 Pastoraltheologie, von 1863 bis 1865 und von 1872 bis 1873 Pädagogik, von 1868 bis 1869 Dogmatik, von 1871 bis 1872 Homiletik, von 1871 bis 1873 und von 1875 bis 1877 Liturgik sowie von 1872 bis 1873 und von 1875 bis 1877 Katechetik.
Unter Oettls Nachfolger, Bischof  Franz Leopold Freiherr von Leonrod war Pruner von 1869 bis 1889 Domkapitular, von 1889 bis 1892 Domdekan und von 1892 bis 1907 Dompropst. Nach dem Tod von Bischof Leonrod im Jahre 1905 verwaltete er als Kapitularvikar das Bistum Eichstätt.
Im Jahre 1906 wurde er mit der Verleihung des Ritterkreuzes des Verdienstordens der Bayerischen Krone in den persönlichen Adelsstand erhoben.